# Roshen
Roshen est une entreprise ukrainienne de confiserie et de fabrique de chocolat fondée en 1996 et dirigée par l'homme d'affaires et ancien président d'Ukraine Petro Porochenko. 
Elle a des magasins et des fabriques à Kiev, Vinnytsia, Marioupol, Kremenchuk ainsi qu'à Klaipėda en Lituanie et à Lipetsk en Russie. Le nom de l'entreprise dérivé du nom de son fondateur, Poroshenko.
Roshen est le plus gros producteur ukrainien de confiseries et de chocolat, et en 2011 Roshen figurait à la 15e place des plus grosses confiseries mondiales. 
La production atteint 450 000 tonnes par an. 
Les principaux pays clients de la société sont le Kazakhstan, l'Ouzbékistan, le Kirghizstan, l'Azerbaïdjan, l'Arménie, la Moldavie, l'Estonie, la Pologne, la Lettonie, la Lituanie, les États-Unis, le Canada, l'Allemagne et Israël.

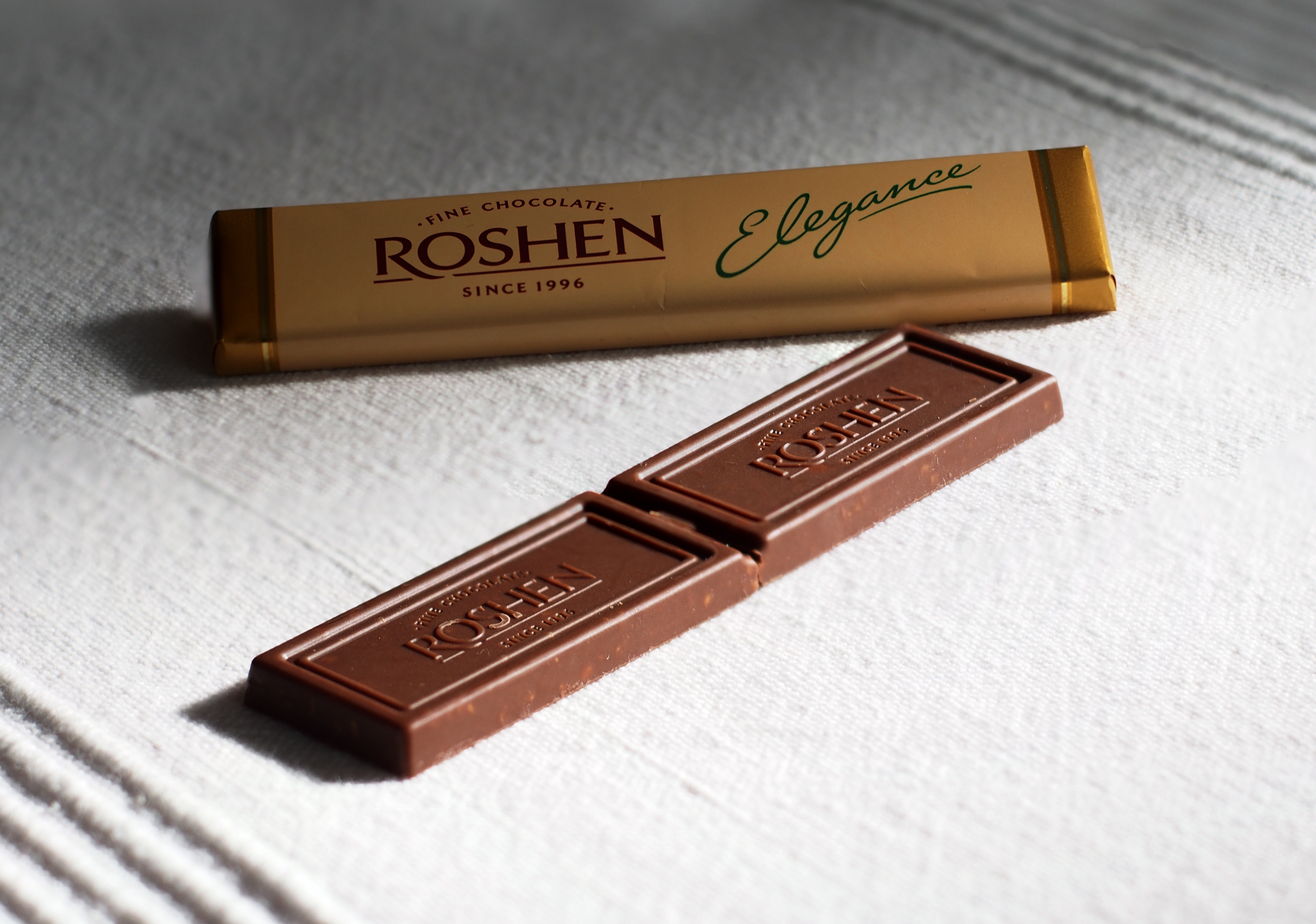
Chocolat de la marque Roshen

Roshen emploie 10 000 salariés.

## Histoire
Peu de temps après, les produits Roshen ont également été contrôlés au Kazakhstan, en Biélorussie, au Kirghizistan et en Moldavie, mais cela n’a donné lieu à aucune plainte.
L'entreprise participe au rayonnement du zoo Roshen de Tcherkassy.